# Bosseval-et-Briancourt
Bosseval-et-Briancourt, également appelée Bosseval-Briancourt, est une ancienne commune française, située dans le département des Ardennes en région Grand Est.
Le 1er janvier 2017, elle devient une commune déléguée de la commune nouvelle de Vrigne aux Bois  (sans traits d'union entre les mots).

## Géographie
Les communes limitrophes sont  Donchery, Gernelle, Gespunsart, Issancourt-et-Rumel et Vrigne-aux-Bois.

### Localisation
Altitude du village : 240 mètres environ.

### Communes limitrophes
| Gespunsart                      | Belgique               | Bois de Donchery |
| Gernelle et Issancourt-et-Rumel | Bosseval-et-Briancourt | Donchery         |
| Vrigne-aux-Bois                 | Donchery               | Donchery         |

### Hydrographie
Il est traversé par la rivière la Claire.

## Toponymie
Son nom vient de la fusion d'une paroisse, Bosseval, et d'un hameau, Briancourt, qui était jusqu'alors une des parties constituantes de Briancourt-et-Montimont, dès 1789.

## Histoire
Le village a été fondé par Guy XVII de Laval et Claude de Foix vers 1545-1546.
Les limites territoriales entre Bosseval-et-Briancourt et Donchery furent modifiées par une loi du 5 juin 1845, « sans préjudice des droits d'usage et autres qui pourraient être respectivement acquis ».
Le soir du dimanche 12 mai 1940, lors de la bataille de France, Bosseval tombe aux mains des Allemands du Kradschützen-Bataillon 2, unité de la 2e Panzerdivision (Rudolf Veiel), laquelle s'apprête à franchir la Meuse dès le lendemain.

## Politique et administration
La ville appartient au canton de Sedan-Ouest et à l'arrondissement de Sedan. Les habitants de Bosseval-et-Briancourt s'appellent les Bossévaliens.

### Liste des maires
| Période                                  | Période       | Identité          | Étiquette | Qualité |
| ---------------------------------------- | ------------- | ----------------- | --------- | ------- |
| Les données manquantes sont à compléter. |               |                   |           |         |
| 1876                                     |               | Moraine           |           |         |
| mars 2001                                | mars 2008     | Elisabeth Grulet  |           |         |
| mars 2008                                | décembre 2016 | Christophe Bailly |           |         |

## Population et société

### Démographie
L'évolution du nombre d'habitants est connue à travers les recensements de la population effectués dans la commune depuis 1793. À partir du 1er janvier 2009, les populations légales des communes sont publiées annuellement dans le cadre d'un recensement qui repose désormais sur une collecte d'information annuelle, concernant successivement tous les territoires communaux au cours d'une période de cinq ans. 
Pour les communes de moins de 10 000 habitants, une enquête de recensement portant sur toute la population est réalisée tous les cinq ans, les populations légales des années intermédiaires étant quant à elles estimées par interpolation ou extrapolation. Pour la commune, le premier recensement exhaustif entrant dans le cadre du nouveau dispositif a été réalisé en 2006,.
En 2014, la commune comptait 411 habitants, en évolution de −1,91 % par rapport à 2009 (Ardennes : −1,26 %, France hors Mayotte : +2,49 %).
| 1793 | 1800 | 1806 | 1821 | 1831 | 1836 | 1841 | 1846 | 1851 |
| ---- | ---- | ---- | ---- | ---- | ---- | ---- | ---- | ---- |
| 232  | 265  | 336  | 403  | 412  | 427  | 446  | 441  | 434  |

| 1866 | 1872 | 1876 | 1881 | 1886 | 1891 | 1896 | 1901 | 1906 |
| ---- | ---- | ---- | ---- | ---- | ---- | ---- | ---- | ---- |
| 510  | 548  | 514  | 522  | 530  | 506  | 476  | 492  | 472  |

| 1911 | 1921 | 1926 | 1931 | 1936 | 1946 | 1954 | 1962 | 1968 |
| ---- | ---- | ---- | ---- | ---- | ---- | ---- | ---- | ---- |
| 488  | 421  | 426  | 448  | 412  | 301  | 411  | 379  | 387  |

| 1975 | 1982 | 1990 | 1999 | 2006 | 2011 | 2014 | - | - |
| ---- | ---- | ---- | ---- | ---- | ---- | ---- | - | - |
| 362  | 331  | 350  | 403  | 433  | 412  | 411  | - | - |

## Culture locale et patrimoine

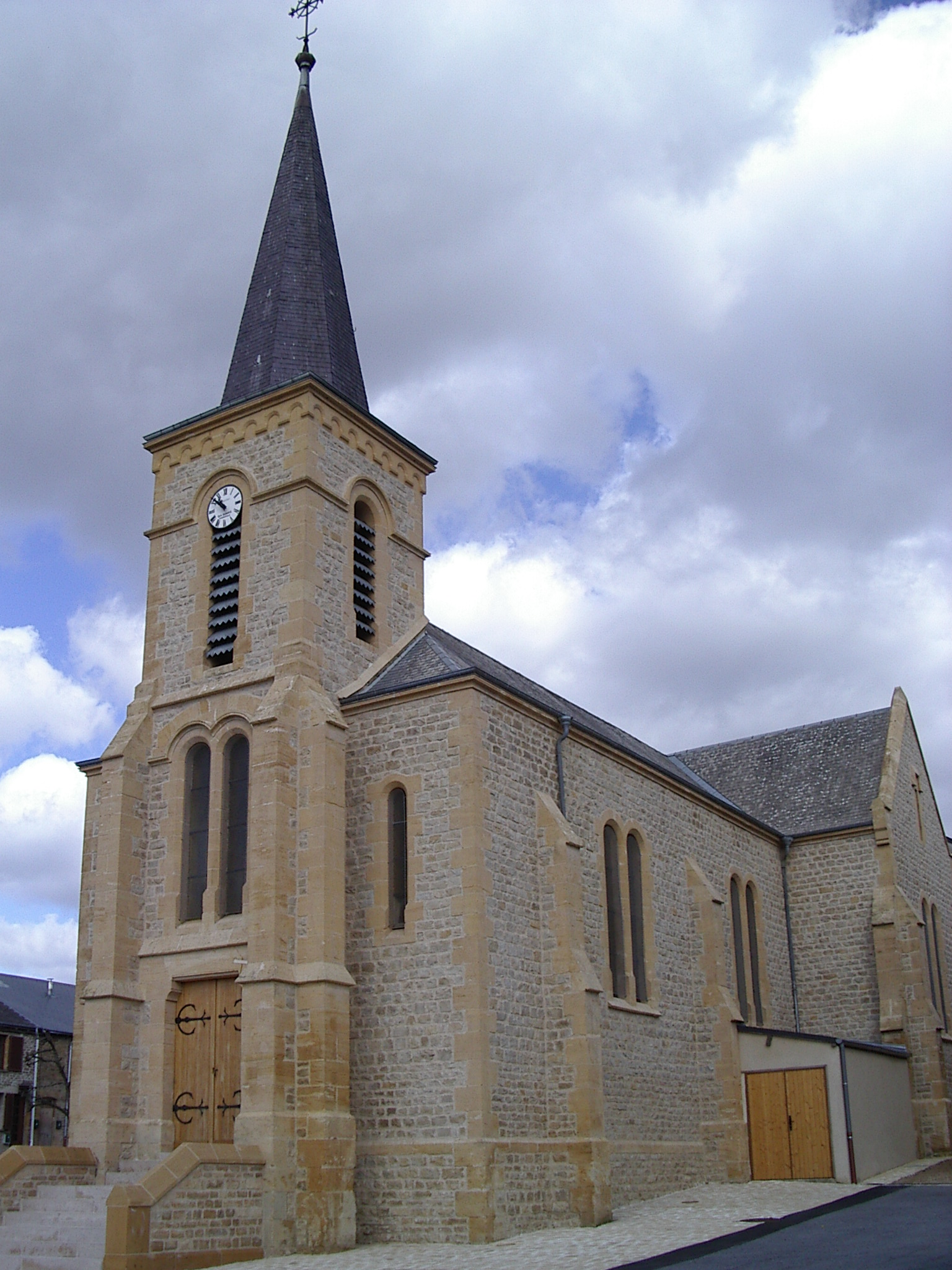
L'église Saint-Charles Borromée, façade sud-est

### Lieux et monuments
- Église Saint-Charles Borromée.
- Important massif forestier.

### Personnalités liées à la commune
Guy XVII de Laval et Claude de Foix, fondateurs du village vers 1545-1546.

### Héraldique
| Blason de Bosseval-et-Briancourt | Blason  | Tranché : au 1er de sinople à l'arbre d'or, au 2e d'or à l'arbre de sinople, à la divise ondée d'azur brochant sur le tout en pointe, le tout sommé d'un chef cousu de gueules chargé de deux râteaux démanchés d'or. |
| Blason de Bosseval-et-Briancourt | Détails | Création MM. Baron, Demoncheaux et Jolly. Adopté le 13 juillet 1998. |